# Жена која није могла да воли
Жена која није могла да воли (шп. La que no podía amar) мексичка је теленовела, продукцијске куће Телевиса, снимана током 2011. и 2012.
У Србији је приказивана током 2014. и 2015. на телевизији Пинк и кабловском каналу Пинк 2.

## Синопсис
У граду Тукстла Гутијерез, у Чијапасу, живи Ана Паула Кармона, племенита и вредна девојка, која је на прагу да постане медицинска сестра. Као врло мала остала је сироче, па је њу и њеног брата Мигела одгојила тетка Росаура Флорес, огорчена, себична и амбициозна жена, која уцењује своје нећаке осећањима, глумећи да је болесна и пребацује им да није могла да проживи свој живот јер је бринула о њима.
Материјално стање у породици је неизвесно, и зато живе у трошној кућици коју им издаје дон Максимо, злонамерни човек, који не могавши да укроти Ана Паулу по свом нагону, одлучује да се освети избацивши породицу на улицу и пријавивши Ана Паулу за покушај убиства, јер га је ранила док је покушала да се одбрани.
У полицијској станици Ана упознаје Бруна Реја, младог адвоката у служби Рохелија Монтера, злогласног власника имања Дел Фуерте, које се налази у селу Сан Габријел. Рохелио је пре неког времена остао инвалид, након што је пао са коња, а због тога га је напустила вереница Ванеса, и он је постао немилосрдан, огорчен и зао човек. Бруно понуди Ана Паули посао Рохелиове неговатељице, што она без размишљања прихвата, јер је плата одлична и она то види као једини начин да спаси породицу од беде.
Ана Паула долази на Рохелиово имање, али је ужаснута када схвати какав је његов карактер. Осим њега, у кући живи Синтија, Рохелиова сестра, која је приморана да брине о свом брату и трпи његов карактер, јер јој он не да њен део наследства, да би је задржао уз себе. Синтију воли радник на имању, Ефраин, али она га само искориштава када јој је досадно. Млада служавка Консуело безнадежно је заљубљена у Ефраина, а за све чистом и искреном љубављу брине стара дадиља Марија, која је одгојила Рохелија и Синтију као да су њена деца. Са њима живи још и дечак Маргарито, Маријин штићеник, који уноси весеље на имање.
Не могавши да издржи Рохелиову нарав, Ана Паула напушта посао и путем кућу упознаје Густава Дурана, младог инжењера, вредног и радишног, који живи са својом сестром Мерседес, такође медицинском сестром. Међу њима се одмах рађа љубав, која ће бити осуђена на пропаст јер је Рохелио такође заљубљен у Ана Паулу. Због страшне несреће коју ће скривити Мигел и због које му прети доживотни затвор, Рохелио ће предложити Ани да се уда за њега, како би јој он спасио брата. Будући да је њена тетка у договору са Бруном испланирала Густавово убиство да га склони са пута, Ана пристаје на Рохелиову понуду не знајући каква је патња чека. Међутим, Густаво је ипак преживео…

## Ликови
- Ана Паула (Ана Бренда Контрерас) - Млада и дивна девојка. Рано је остала без мајке и верује како нема ни оца. Храбра је, ведра, оптимистична, интуитивна и изузетно јака личност. Упркос сиромаштву верује да може сама да напредује у животу. Она је медицинска сестра која воли да се брине за оне којима је помоћ најпотребнија. Сања о љубави, али није спремна да без размишљања улези у везу, па ће радије сачекати правог мушкарца.
- Густаво Дуран (Хосе Рон) - Младић из средње класе, а по занимању инжењер грађевинарства специјализован за хидраулику. Страствено воли свој посао, згодан је, опуштен, романтичан, веран и поштен. Прави је господин са универзалним одликама карактера. Међутим, љубоморан је, поносан и не подноси лажи. Спреман је да прихвати све изазове свог посла и жена. Осећајан је и увиек настоји да помогне другима. Великодушан је и све би дао за вољену жену.
- Рохелио Монтеро (Хорхе Салинас) - Згодан, мужеван, паметан, сумњичав, страствен и нагао. Студирао је економију и управља породичним имањем. Шовиниста је и себичан. Не може да се помири са поразом, никога не слуша и увек добије шта жели. Одувек је био тешке нарави, али након несреће због које је остао парализован, постао је огорчен и љут на све око себе. Због такве нарави га нико не воли и боје га се његови радници и сви који живе са њим и око њега.
- Бруно Реј Техеда (Хулијан Хил) - Препредени заводник и манипулатор. По занимању је адвокат и брине се о Рохелиовим правним пословима, али га ипак не воли и завиди му. Сања о томе да се освети браћи Монтеро и врати посед који је некад био његов. Лукав је, осветољубив и хладнокрван у спровођењу својих планова. Искоришћава људе и није га брига ни за кога.

## Глумачка постава

### Главне улоге
| Глумац:         | Улога:                              | Опис: |
| --------------- | ----------------------------------- | --- |
| Ана Бренда      | Ана Паула Кармона Флорес де Монтеро | главна протагонисткиња, медицинска сестра, Росаурина нећака, Мигелова сестра, Федерикова кћерка, Ванесина полусестра, заљубљена и удата за Рохелија                                                       |
| Хорхе Салинас   | Рохелио Монтеро                     | протагонист/антагонист, власник имања Дел Фуерте, хендикепиран. Синтијин полубрат, бивши Ванесин вереник, ожењен Ана Паулом.                                                                              |
| Хосе Рон        | Густаво Дуран                       | протагониста, вредни инжењер, Мерседесин брат, бивши Синтијин муж, заљубљен у Ана Паулу, на крају га Бруно убије                                                                                          |
| Сусана Гонзалез | Синтија Монтеро                     | антагонисткиња, Маријина ћерка, Рохелиова полусестра, Ефраинова љубавница, Ванесина најбоља пријатељица, заљубљена у Густава, завршава у затвору због убиства Ефраина и покушаја убиства Ана Пауле змијом |

### Споредне улоге
| Глумац:             | Улога:                           | Опис: |
| ------------------- | -------------------------------- | --- |
| Хулијан Хил         | Бруно Реј                        | антагониста, мрзи Рохелија, заљубљен у Ана Паулу и Ванесу, завршава у затвору због преваре Рохелија и убиства Густава и Мигела |
| Ана Мартин          | Марија                           | добродушна Рохелијова дадиља, Синтијина мајка                                                                                  |
| Мар Контрерас       | Ванеса Галван                    | антагонисткиња, заљубљена у Рохелија, кћерка Федерика и Елсе, Ана Паулина полусестра                                           |
| Освалдо Бенавидес   | Мигел Кармона                    | Ана Паулин брат, заљубљен у Данијелу, Бруно га убије на крају                                                                  |
| Ингрид Мартс        | Данијела                         | Ана Паулина најбоља пријатељица, заљубљена у Мигела                                                                            |
| Ана Берта Еспин     | Росаура Флорес                   | антагонисткиња, сеоска трачара, Ана Паулина и Мигелова тетка, завршава у затвору због афере са Бруном                          |
| Фабијан Роблес      | Ефраин                           | радник на имању, заљубљен у Синтију, убија га Синтија металним предметом                                                       |
| Мишел Рамаглија     | Консуело                         | радница на имању, била је заљубљена у Ефраина, касније у Хуга                                                                  |
| Алехандро Авила     | др Ернесто                       | Мерседесин бивши момак, и даље заљубљен у њу, али несрећно ожењен Глоријом                                                     |
| Анаис               | Мерседес Дуран                   | Густавова сестра, заљубљена у Ернеста                                                                                          |
| Пати Дијаз          | Макарија Ернандез                | сеоска пиљарка, Улисесова жена, мајка Марипас                                                                                  |
| Херман Гутијерез    | Улисес Ернандез                  | сеоски пиљар, Макаријин муж, отац Марипас                                                                                      |
| Тања Лисардо        | Марипас Ернандез                 | Макаријина и Улисесова кћерка, заљубљена у Мигела                                                                              |
| Марко Мендез        | Естебан                          | Ванесин бивши муж, Густавов најбољи пријатељ, заљубљен у Росио                                                                 |
| Хорхе Аравена       | Давид Ромо                       | антагониста, Густавов бивши шеф, Рохелиов пријатељ, заљубљен у Синтију                                                         |
| Елена Торес         | Росио                            | Мигелова пословна партнерка, заљубљена у Естебана                                                                              |
| Уријел дел Торо     | Хуго Дуењас                      | радник на имању, заљубљен у Консуело                                                                                           |
| Бернардо Флорес     | Маргарито Монтеро Кармона Галван | Рохелијов усвојени син |
| Умберто Елизондо    | Федерико Галван                  | Елсин муж, Ана Паулин и Ванесин отац, умире од срчаног удара                                                                   |
| Елизабет Дупејрон   | Елса де Галван                   | антагонисткиња, Федерикова жена, Ванесина мајка                                                                                |
| Поли                | Елена                            | Росаурина најбоља пријатељица                                                                                                  |
| Игнасио Лопез Тарсо | Дон Фермин                       | стари рибар |
| Аданели Нуњез       | Кармен                           | Дон Ферминова снаха |
| Мира Саведра        | Мојра                            | Густавова и Меседесина мајка                                                                                                   |
| Јоланда Вентура     | Глорија                          | Ернестова жена |

## Верзије
- Ово је трећа телевизијска верзија оригиналне радио новеле La mujer que no podía amar Делије Фијаљо.
- Први пут снимљена је под називом Monte Calvario и главне улоге тумачили су Едит Гонзалез и Артуро Пениче.
- Друга верзија била је Te sigo amando у којој су протагонисти били Клаудија Рамирес и Луис Хосе Сантандер.